# はつゆきさくら
『はつゆきさくら』は、SAGA PLANETSにより開発され、株式会社ビジュアルアーツより2012年2月24日に発売されたWindows用18禁恋愛アドベンチャーゲーム。
本作は、復讐に囚われた少年少女が自分や親しい人の卒業を経て成長する、冬から春にかけての恋物語である。春・夏・秋をそれぞれ舞台とした『Coming×Humming!!』・『ナツユメナギサ』・『キサラギGOLD★STAR』に続く四季シリーズの最後を飾る作品で、SAGA PLANETSの第17作目である。
企画とシナリオを手掛けたのは、四季シリーズの全作品に関わっている新島夕である。メインキャラクターの原画は、ほんたにかなえ・とらのすけ・ちまろが担当した。主題歌はI'veとfripSideが制作し、BGMは水月陵が制作した。
Getchu.comの2012年の美少女ゲーム売り上げランキングで10位になった。また、2012年の美少女ゲーム人気投票ではGetchu.comによる集計において、総合部門・シナリオ部門・音楽部門のすべてで1位を達成した。さらに、複数の美少女ゲーム雑誌にて、本作のキャラクターデザイン・シナリオに対して好意的なコメントが掲載された。
2012年には角川書店から出版されている漫画雑誌・『月刊コンプエース』に漫画が掲載され、後に単行本が発売された。2013年には本作の小説が発売された。
2017年3月23日にエンターグラムよりPlayStation Vita版が発売された。2019年12月19日にはPlayStation 4版も発売された。
2023年6月29日にNintendo Switch版が発売された。
本作の発売10周年にあたる2022年2月24日に、シナリオライターを手がけた新島夕によるSSがTwitter上で公開された。
2024年12月12日にFHDに対応したSteam版が発売された。

## ゲームシステム
作中に出現するMAP移動や選択肢により、物語の展開が変化する恋愛アドベンチャーゲームである。
初回のプレイでは特定の物語にしか進めないが、この物語を結末まで読むと他の物語へ分岐する選択肢が出現する。ヒロイン全員の物語を結末まで読むと別の物語「Graduation」に進めるようになり、本作の真相がそこで明かされる。短い物語も含めると、本作にはエンディングが10個あり、その他にもバッドエンドが存在する。
ゲームを1回以上クリアすると、起動直後のトップメニューにCGやBGMを閲覧できるメニューが追加される。

## 世界観・設定
幽霊が蔓延る架空都市・内田川邊市が舞台のゲームである。主人公である河野 初雪は、2つの復讐を心に秘めながら市内にある白咲学園に通っている。
物語の舞台である内田川邊市は、物語が始まる10年前に内田市と川邊市が合併してできた都市である。市の中心部にはターミナル駅があり、かなり栄えているが、旧内田市の領域はゴーストタウンと化すほど廃れてしまっている。市内には、主人公やヒロインたちが通う白咲学園という進学校がある。この学園では、2月14日にバレンタイン祭という文化祭が行われる。これは恋愛がテーマの学園祭で、校長の勧めで毎年行われている。
本作では、幽霊が物語に深く関わってくる。内田川邊市では幽霊が至るところに紛れており、生きている人間を連れ去って幽霊にすると噂されている。また、本作では幽霊と関わりのある反魂香という香が登場する。この香は死者の霊を呼んだり、生霊を生じさせたりすることができる。花が焼けるような甘い香りがかすかにするのが特徴である。多くの人間にはその香りは認識できないが、異常な量の香が焚かれていれば認識できる。
内田川邊市では、物語が始まる10年前にホテルで爆発が起きた。当時そのホテルでは祝賀会が行われており、多くの犠牲者が出た。主人公の河野 初雪とその家族も爆発に巻き込まれ、母親は即死し、父親は瀕死となる。初雪の父親は死ぬ間際に、爆発は故意に引き起こされたと初雪に伝え、初雪に復讐を促す。父親に復讐を刷り込まれた初雪は、爆発事件の犠牲者の幽霊たちに取り憑かれ、それらを率いる幽霊の王・ゴーストチャイルドとなる。
物語が始まる2年前に、初雪にもう一つの復讐心が芽生える。当時の初雪は、ランという少女と廃ホテルで暮らしていた。天涯孤独となった初雪にとって彼女は家族のような存在であり、口うるさい彼女に毒づきながらも内心では慕っていた。しかしある日、ランがコノハサクヤと名乗る少女に魂を狩られて言葉を発さない人形となる。初雪はコノハサクヤを恨み、復讐をするために彼女を探し始める。

## あらすじ
2つの復讐心を抱える主人公・初雪は、不良と呼ばれながらも律儀に白咲学園に通っている。卒業を控えた初雪は、学園やアルバイト先で様々な事情を抱えた少女たち（転校生の玉樹 桜・浪人生の小坂井 綾・アイスダンス選手のあずま 夜・初雪を尊敬する東雲 希・受験生のシロクマ）と交流していくうち、やがて1人の少女と恋仲になる。
プレイヤーが選んだ選択肢の違いにより、初雪と恋仲になる少女が変わる。どの少女の話でも復讐が関わっており、復讐に囚われた肉親を持つ少女の話（綾ルート・希ルート）や、復讐心を持つ少女の話（夜ルート）、初雪の復讐相手の孫娘の話（シロクマルート）がそれぞれ展開する。そして、Graduationでは初雪自身の復讐の行く末が語られる。

### Prologue
Prologueでは初雪の境遇が語られ、ヒロインたちとの交流が始まる。
爆発事件から10年、ランの魂が狩られてから2年経ったところから物語が始まる。初雪は未だにランの仇を見つけ出せずにいた。白咲学園の3年生となった初雪は、卒業を控えたある雪の夜に、桜という、ウサギを連れた少女と出会う。桜は内田川邊市で、幽霊の王・ゴーストチャイルドを探している。復讐のためにコノハサクヤを探している初雪は、自分がゴーストチャイルドであることを隠しながら彼女と協力することになる。
初雪は学園の教師から、進路指導委員会への参加を命じられる。そこで初雪は希や夜と一緒に、学園内の様々な問題を解決する。その最中に、桜と共にいるウサギのネムがコノハサクヤの変身姿であることを初雪は知る。初雪は桜との交流を続け、復讐の機会を窺う。しかし、バレンタイン祭やデートを経て、初雪は桜への恋心を自覚する。初雪は、自分がゴーストチャイルドであることを桜に告白し、別れを告げてしまう。
物語の共通部分であるPrologueはここで終わり、Prologue中に選んだ選択肢によって各ルートに分岐する。

### 綾ルート
綾の物語は、初雪と桜が会う1年前の話である。その頃の初雪は衣食住に困っており、アキラという少年に雇われて不良たちへの復讐をおこなったり、学園の剣道場で野宿したりしていた。野宿姿を当時の生徒会長である綾に見つかり、彼女の紹介で初雪はカフェに住み込みで働くようになる。2人が親密になっていく中、初雪は綾とアキラが姉弟であることを知る。
バレンタイン祭という白咲学園の文化祭が始まる数日前。ファントムと名乗る人物から学園に脅迫状が届く。初雪はその内容から、差出人であるファントムはアキラだと考える。バレンタイン祭当日にはファントムを名乗る不審者たちが現れ、学園内で暴動を起こす。ファントムを探す初雪は、剣道場でアキラを見つける。初雪はアキラから、本当に憎いのは不良たちではなく、姉である綾だと告げられる。
綾と恋仲になった初雪は、彼女に自分の身の上話をする。綾に受け入れられて安堵した初雪は、後にアキラの正体を知る。アキラはすでに死んでおり、初雪が出会ったアキラは綾が反魂香を用いて呼び出した幽霊だった。初雪は剣で綾と戦い、綾に取り憑くアキラを消滅させる。しかし、アキラの消滅と共に、綾はアキラが取り憑いていた期間の記憶を失い、初雪のことを忘れてしまう。白咲学園の卒業式当日、初雪は自分のことを忘れてしまった綾が卒業を迎える姿を影から見届ける。

### 夜ルート
アイスダンス選手である夜の周りでは、中傷などの嫌がらせや不幸な事故が続いていた。初雪は夜のことを心配し、彼女と会う回数を増やしていく。ある日、初雪は夜に呼び出され、藤枝 ミクという少女を紹介される。初雪は彼女にアプローチをかけられるが、彼女の目的が夜への嫌がらせであることを見抜く。夜にはライバルの選手に呪いをかけたという噂があり、ミクはそれを信じていた。
様々な嫌がらせから不登校になった夜を心配して、初雪は夜が通うスケートリンクを訪れる。そこで初雪は、氷上にナイトメアという幽霊を見つける。ナイトメアの正体は、反魂香によって出現した夜の生霊であり、中傷をする人々に復讐をしようと企んでいた。初雪はナイトメアを通じて夜に復讐を止めるように諭し、アイスダンス大会を目指して努力する夜を恋人として支える。
アイスダンス大会の当日も野次を飛ばされる夜は、復讐を願うナイトメアを再出現させてしまう。夜を助けるために会場に駆けつけた初雪は、藤枝ミクを唆した真犯人と対峙する。一方、氷上で滑る夜は、会場には野次だけではなく応援する声もあることを知り、復讐心の塊であるナイトメアは消滅する。復讐心を克服した夜は見事な演技を行い、野次に包まれていた会場は静まり返る。

### シロクマルート
初雪はカフェで「ロシア出身のシロクマ」と名乗る少女と共に働いている。仕事のできないシロクマに呆れる初雪だったが、彼女と行動するうちに徐々に親しくなっていく。ある日、初雪はシロクマの素性を幽霊たちから聞く。シロクマは爆発事件の主要人物の孫娘だった。初雪は幽霊たちにシロクマを人質にしろと唆されるが、自分の復讐に巻き込みたくないと考え、幽霊の誘惑を断ち切る。
受験生であるシロクマが受験先も決めていないことを知り、初雪は白咲学園を見学させる。シロクマは白咲学園を気に入り、初雪に家庭教師をしてもらいながら白咲学園への入学を目指す。シロクマは一度受験に失敗するが、初雪に応援され、後期試験も受験する。後期試験では見事に白咲学園に合格する。シロクマの合格を見届けた初雪は姿を消してしまう。
2年後にシロクマは初雪と再会するが、初雪はシロクマが知る彼とは変わっていた。悪霊たちに感化され、放火や自爆テロも躊躇わない人間になっていた。初雪はシロクマの祖父を呼び出すために彼女を人質に取る。しかし、自分を健気に信じるシロクマを見て初雪は正気を取り戻し、復讐を諦め姿を消してしまう。やがて春が訪れ、白咲学園を卒業したシロクマはロシアに留学する。それは、昔についた嘘を本物にしていけば、今では幻のように思える楽しかった日々が戻ってくると信じるからだった。

### 希ルート
初雪に認められたい希は、進路指導委員会への依頼を一人で解決しようとする。希を心配する初雪は、仲間と共に依頼に取り組み、徐々に希を好きになる。希の方も、初雪に対する想いが日に日に増していく。しかし、その想いが友情なのか恋なのか希には分からなかった。バレンタイン祭という文化祭をきっかけに、希は自分の想いが恋であることを知り、初雪に告白をする。初雪はそれを受け入れ、2人は付き合い始める。
ある日、学園に怪文書が届く。手紙には「卒業式の日、学園に死者が蘇るだろう」と書かれていた。卒業式の前日、希の兄である東雲 妻と剣道部員たちが体育館を占拠する。彼らは、学生が起こした暴行事件の身代わりとなり、学園から去った恩師の汚名返上のために、暴行事件の真実を公開することを要求する。希は兄の間違いを正すために彼と対決し、初雪は剣道部員たちの罪をすべて被ると消えてしまう。翌日の卒業式。希は在校生の代表として、卒業できない人のことを想いながら、立派に送辞を読む。

### Graduation
Graduationは物語の真相が明らかになるルートで、初雪の復讐の結末や、桜の正体などが明かされる。
桜からメールで告白をされた初雪は、彼女への恋心を自覚する。やがて初雪と桜は結ばれ、2人は廃ホテルで一緒に暮らし始める。進路指導委員会では、恋人同士となった2人の思い出作りのために写真を撮る。しかし、写真の中の桜はどれも白く霞んでいた。写真を見て桜が幽霊ではないかと疑いを持った初雪は、彼女を問いただして真実を知る。桜は、自分は幽霊で初雪と過ごすことが夢だったと語る。そして、桜は幽霊としての時間がないことを初雪に告げ、直後に消滅してしまう。
桜を失ったことで歯止めが掛からなくなった初雪は、悪霊たちに唆され、復讐のために自爆テロを起こそうとする。初雪の仲間たちは、彼を止めるために悪霊たちを消滅させようとする。しかし、そこに1年前の記憶を取り戻した綾が現れ、初雪に肩入れをする。仲間たちは初雪と綾に対峙し、少しずつ初雪の中の悪霊を消し去っていく。しかし、初雪の中には亡き父の執念が取り込まれており、なかなか解放されない。仲間や桜の想いを知った初雪は、父親の執念からついに逃れ、自爆テロによる復讐を諦めて生きることを選ぶ。
時は流れ、初雪の卒業式の日。初雪は3年間の思い出を胸に、学園内を見て回る。最後に卒業の記念写真を撮ると、そこには幸せそうに笑う桜が写っていた。

## 登場人物

### メインキャラクター
河野 初雪（かわの はつゆき）
本作の主人公で、白咲学園の3年生である少年。進学校である白咲学園では珍しい不良少年である。カフェの店長代理を務めている。学園への出席率が低くて卒業できるかどうかが怪しいため、いやいやながらも学園に通っている。爆発事件で廃墟となったホテルに住んでいる。口が悪く、ヒロインに対しても優しく接しない。複数の幽霊に取り憑かれており、それらからゴーストチャイルドと呼ばれている。自身が卒業を迎える3月に復讐を遂げようとしている。
玉樹 桜（たまき さくら）
声 - 山羽みんと
白咲学園の3年生である少女。3年の冬という卒業間近な時期に白咲学園に転入してきた。「ネム」という名のウサギと共に、ゴーストチャイルドを探すために内田川邊市にやってきた。天真爛漫な性格で、不良である初雪に対して積極的に話しかける。学園に通ったことがほとんどなく、白咲学園での生活を楽しんでいる。桜は実は幽霊であり、亡くなる前に初雪と出会っていた。Graduationでは初雪と過ごすことが夢だったと語り、後に消滅する。
小坂井 綾（こざかい あや）
声 - 佐本二厘
初雪が働くカフェのウェイターを務める少女。初雪より年齢は1つ上で、すでに白咲学園を卒業している。在学中には生徒会長を務めていた。受験に失敗したため浪人している。剣道の実力者であり、喧嘩慣れしている初雪でも歯が立たないほど強い。優しい性格で人当たりがよい。カフェの店長代理である初雪がさぼってばかりなため、実質的にカフェを運営している。5人のヒロイン中、初雪にとっては唯一の年上ヒロインであり、不良である初雪の扱いに長けている。物語が始まる1年前に初雪と結ばれたが、後の出来事の影響で記憶をなくしてしまっている。
あずま 夜（あずま よる）
声 - 桐谷華
白咲学園の2年生で、スケートサークルに所属する少女。スケートの技能はかなり高く、世界選手権の代表候補になったことがある。過去にアイスダンスの大会で起きた事故が原因で、「呪いの姫」と言われている。性格は真面目で気立てがよく、友人が多い。桜や希といったボケキャラと一緒にいるときは、ツッコミ役となることがある。ある事件に遭遇してからは初雪のことを警戒している。
東雲 希（しののめ のぞむ）
声 - 杏子御津
白咲学園の1年生である少女。学園では進路指導委員長を務めており、学園の不良生徒の進路相談に奮闘している。努力家で天然な性格である。初雪の硬派な態度に感銘を受けて以来、男言葉で話すようになった。初雪と男同士の友情のようなものを育みたいと考えている。学園の不良たちと打ち解けてからは、彼らと自分を「ホワイトグラデュエーション」と呼んでいる。
シロクマ
声 - 涼屋スイ
初雪が働いているカフェに現れた少女。本名は望月 宝。本名を明かさず、自身を「ロシア出身のシロクマ」だと言い張っている。世間知らずな少女であり、家の外に出たこともほとんどなかった。すぐに他人を頼る癖がある。受験生であり、「受験のために合宿を始める」と宣言して初雪が働くカフェに居座り始め、オーナーの一存によりカフェで働くことになる。世間知らずでドジっ娘なために始めは仕事がうまくできないが、綾の教育により少しずつ仕事に慣れていく。シロクマの祖父は初雪の復讐相手であり、シロクマルートでは彼女も初雪の復讐に巻き込まれる。

### サブキャラクター
ラン
声 - 七原ことみ
初雪と同居している少女。学園には通っていない。河野初雪応援団長を自称しており、初雪の幸せを心から願っている。初雪にとっては唯一の家族と呼べるような存在である。ランは自身を初雪の保護者と考えており、毎日のように食事の用意をしたり、喧嘩をした初雪のお仕置きをしたりする。ランも初雪と同様に、過去の爆発事件に巻き込まれた被害者である。また、物語が始まる2年前にコノハサクヤに魂を狩られ、初雪が住む廃ホテルにずっと安置されたままになっている。
コノハサクヤ
声 - 星咲イリア
夜の街で目撃される少女。剣を持ち歩き、街を徘徊する幽霊を倒している。物語が始まる2年前にランの魂を狩った張本人であり、初雪の復讐相手でもある。正体は精霊であり、ウサギの姿に化け、ネムという名のペットとして桜と行動を共にしている。
小坂井 アキラ（こざかい アキラ）
綾の弟であり、故人。綾と同様に剣道の実力者であり、学生の身でありながら、実家の剣道場に通う門下生に対し指導を行う程の腕前だった。しかし、門下生と肉体関係を持ったことが原因で白咲学園を退学してからは、素行が荒れて不良たちとつるむようになった。最終的には、泥酔後に不良仲間に冬の路上に放置されて凍死した。綾ルートでは幽霊として登場し、初雪に不良仲間への復讐を手伝わせる。
東雲 妻（しののめ さい）
声 - 茶生新地
白咲学園の3年生で、希の兄。前期には生徒会長を務めていた。面倒見がよく、生真面目な性格だが、初雪とは何故か気が合う。しかし、真面目すぎるために冗談が通じない。自身が起こした暴力事件を教師が身代わりになってかばってくれたという過去を持つ。希ルートでは、恩師の汚名を返上するために行動を起こす。
藤枝 ミク（ふじえだ ミク）
夜と同じスケートサークルに所属する少女。夜のことをライバル視している。甘い声を出して男を惑わすような性格である。夜ルートにだけミクは登場する。ライバル視している夜に嫌がらせをするために、初雪に近づいたり悪評を流したりする。
竹田 直子（たけだ なおこ）
声 - 結衣菜
白咲学園の3年生である少女。『メリーゴーランドをぶっ壊せ』というバンドのボーカルを担当している。不良少女であるが、姉御肌な性格で面倒見はよい。金崎 恵や久保 完と行動することが多い。初雪に気がある。
金崎 恵（かねざき めぐみ）
声 - 如月葵
白咲学園の3年生である少女。直子と一緒にいることが多い。エッチな話題が好きで、性的な自撮り動画をネットで公開するのが趣味という変わった性格をしている。深く物事を考えない性格である。
来栖 三木（くるす みき）
声 - 田中美智
白咲学園の教師を務める女性。学園では世界史と進路指導を担当している。年齢は20代半ば。きつい口調をするにもかかわらず、生徒から男女を問わず人気がある。初雪の弱みを握っており、希の仕事を手伝うように強制している。
宮棟 閑（みやとう しずか）
声 - 美月
オカルトグッズを取り扱う露天商を営む少女。心霊現象の相談も受け付けている。初雪に興味を抱いている。
久保 完（くぼ たもつ）
声 - 西野みく
白咲ヤンキースという不良グループを率いる少年。同じく不良である初雪に対して、何かと絡んでくることが多い。初雪との因縁があるらしい。華奢な身体で童顔なため、不良を演じても誰にも怖がってもらえない。
室屋 透（むろや とおる）
声 - 小池竹蔵
白咲ヤンキースに所属する少年。久保の友人であり、彼と緒にいることが多い。バスケ部の元主将であり、運動神経が抜群である。

## 開発

### スタッフ
四季シリーズの全作品に関わった新島夕が企画を行い、シナリオもすべて新島夕が担当した。原画はほんたにかなえ・とらのすけ・ちまろ・有末つかさ・小桜りょうが担当し、SD原画もほんたにかなえが担当した。
主題歌はI'veとfripSideが担当し、BGMは水月陵が作曲した。ムービー制作は、グランドオープニングムービーをゆずソフトに所属するろどが担当し、オープニングムービーとグランドエンディングムービーをIris motion graphicsが担当した。

### 企画
企画を立ち上げたのは『ナツユメナギサ』の開発が終わった直後の2009年夏で、『キサラギGOLD★STAR』とほぼ同時期に開発が始まった。SAGA PLANETSでは前作の開発が終わってから新作に取り掛かるのが通常だが、新島夕の「次は1人でシナリオを書きたいので、2年間ください!」という提案を受け入れ、長い開発期間が設けられた。『キサラギGOLD★STAR』では新島夕はシナリオのみの担当でディレクター業務がなかったために多少の余裕があり、並行して『はつゆきさくら』の企画を練ることができた。本作では、『ナツユメナギサ』でできなかったことや経験が反映されているとSAGA PLANETS代表のふるは語っている。
開発費は3000万円以上かかっている。

### テーマ
テーマは「卒業」と「復讐」である。「卒業」は誰でも体験していて共感しやすいこと、四季シリーズの最後にふさわしいことからテーマに選ばれた。テーマが「卒業」であるため、主人公は卒業間近の3年生という設定である。卒業に価値を見出だせない主人公が、ヒロインに触発されて卒業を意識するようになるという物語になっている。各ヒロインルートにおいても「卒業」が様々な角度から描かれており、主人公自身が卒業を迎えるルートや主人公が親しい人の卒業を経験するルートなどがある。もう1つのテーマである「復讐」は、主人公の根幹を成す感情である。主人公が抱える復讐心が、季節が冬から春に変わるのに合わせて溶けてなくなるという物語になっている。各ヒロインルートでも「復讐」の要素が取り込まれており、死者の復讐心に狂わされる少女を描いた話や、自身の悪評を流されて復讐心を抱く少女の話などがある。

### タイトル
タイトルは紆余曲折を経て決定された。新島夕は初め、企画名を「Ghost Graduation」として提出したが、スタッフから猛反対された。そこでキャッチコピーの「初雪から桜まで、卒業おめでとう——」を省略した「はつゆきさくら」を提案し、ようやくスタッフから賛成された。どうしても「Ghost Graduation」を推したい新島夕がサブタイトルに「Ghost Graduation」を入れていたところ、ビジュアルアーツの広報からも反対され、サブタイトルは「White Graduation」になり、「Ghost」の文字はタイトルからは消失した。

### 広報活動
本作の発表は、2011年5月に発売されたゲーム情報誌（『PUSH!!』の2011年7月号や『DENGEKI HIME』の2011年7月号など）で行われた。2011年8月には公式サイトが公開され、後に公式サイト上でホームページやブログ用の応援バナーやTwitter用の素材が配布された。2011年11月25日からはゆずソフトの作品である『DRACU-RIOT!』との合同バナーキャンペーンが始まった。販売促進活動の一環として、イベント用のコスプレ衣装が制作され、2011年10月23日のDreamParty大阪で初披露された。2011年12月末には本作の体験版が公開され、内容が重いということで話題となった。というのも、体験版が出るまでは第二のテーマである「復讐」や幽霊などの設定は伏せられていたからである。これは、SAGA PLANETSの代表であるふるが、一部だけ設定を公開して物語を勘違いされるよりも体験版という形で一気に公開した方がいいと考えたためである。

## 音楽
6つの主題歌があり、ゲーム中には演出としてBGMが流れる。本作ではI'veとfripSideが主題歌を、水月陵がBGMを手掛けている。SAGA PLANETSの過去作よりも曲が多く、BGMだけで33曲あり、主題歌6曲を含めると39曲になる。主題歌の中には、ゲームと同様に「卒業」をテーマとした「Presto」や、ゲーム内でライブシーンと共に演奏される「メリーゴーランドをぶっ壊せ」などがある。作中で使われた全主題歌と全BGMは『はつゆきさくら コンプリートサウンドトラック』に収録されている。

### 主題歌
オープニングテーマ「Hesitation Snow」
作詞 - yuki-ka / 作曲 - 八木沼悟志 / 編曲 - 八木沼悟志、川﨑海 / 歌 - fripSide（ボーカル - 南條愛乃）
作詞担当のyuki-kaは、デモムービーと設定資料を見て「やり場の無い葛藤」を作品から読み取り、主観的な歌詞にすることで主人公の気持ちを直接表現するようにした。作曲担当のsatは、「スタイリッシュに」という要望を受け、儚さを備えつつも静と動があるような曲を目指して作曲した。
グランドオープニングテーマ「Presto」
作詞・歌 - KOTOKO / 作曲・編曲 - 中沢伴行、尾崎武士
グランドオープニングテーマである「Presto」も「卒業」がテーマである。ただし、普通の卒業ソングにならないように、作詞・作曲の両方から工夫されている。作詞担当のKOTOKOは、「ありきたりな卒業ソングではなく、さりげなく旅立つ時を迎えた人の背中を押すような曲」という要望を受けて「出来る限りさりげなく明るく送り出すイメージ」で作詞をした。作曲担当の中沢伴行は、不良生徒のやさぐれっぷりと卒業の切なさと温かさが同居するように曲を仕上げた。曲名の「Presto」には、音楽用語の「急速に」とイタリア語の「じゃあ、またね(a presto)」という意味が込められている。
挿入歌「freak of nature ： start」
作曲・編曲 - 高瀬一矢 / 歌 - 彩菜
この曲は『はつゆきさくら』のために制作された曲ではなく、I'veが2000年7月14日に発売した『verge』というアルバムに収録されていた曲である。新島夕は幻想的な挿入歌を新しく発注しようと考えていたが、難しい注文になると考え、既存曲から求める雰囲気に合う「freak of nature ： start」を採用した。
挿入歌「メリーゴーランドをぶっ壊せ」 
作詞 - 新島夕 / 作曲・編曲 - 竹下智博 / 歌 - 結衣菜
「メリーゴーランドをぶっ壊せ」は作中でライブシーンと共に流れる曲である。作詞・作編曲・歌は『キサラギGOLD★STAR』の挿入歌である「狼男が恋をした」と全く同じ人物が担当した。ボーカルを担当した結衣菜は、本挿入歌に対して、かなり個性的で新島夕さんらしい曲だとインタビューで語った。
個別エンディングテーマ「風花」
作詞・歌 - 月子 / 作曲・編曲 - 藤島鉱一郎
作詞を担当した月子は、「まだいくらか雪が残る、ちょっとさびしい卒業」や「主人公だけがいなくなり、晴れ晴れとした日和の中で、式が執り行われる」などのイメージの指定を受け、「青空にキラキラと風花が舞う」イメージで詩を書いた。
グランドエンディングテーマ「GHOST×GRADUATION」
作詞 - 新島夕 / 作曲・編曲 - ピクセルビー / 歌 - monet
「GHOST×GRADUATION」も「卒業」がテーマの曲であり、歌詞の中には「卒業おめでとう」などの台詞がある。

## 反響

### 売り上げ
2013年6月27日時点で2万本を超えている。
美少女ゲームを対象とした月間・年間売り上げランキングでそれぞれ最高2位と最高10位を獲得した。
発売月（2012年2月）の美少女ゲーム売り上げランキングでは、『PUSH!!』による集計で2位を、『Getchu.com』・『TECH GIAN』による集計で3位を獲得した。『Getchu.com』の売り上げランキングでは、翌月の2012年3月でも29位にランクインした。
2013年の美少女ゲーム年間売り上げランキングでは、『Getchu.com』による集計で10位を、『BugBug』による集計で18位を獲得した。
2022年12月11日～2023年1月10日の期間に『BugBug』による集計で、10周年アニバーサリーエディションが7位を獲得した。

### 人気投票
| 部門名       | Getchu.com | TECH GIAN | BugBug   |
| ------------ | ---------- | --------- | -------- |
| 総合         | 1位        | 11位      | 11位     |
| シナリオ     | 1位        | 5位       | 8位      |
| グラフィック | 11位       | 圏外      | 部門なし |
| 音楽         | 1位        | 5位       | 8位      |
| システム     | 20位       | 圏外      | 圏外     |
| ヴォイス     | 部門なし   | 部門なし  | 18位     |
| ムービー     | 7位        | 部門なし  | 部門なし |
| エッチ       | 圏外       | 圏外      | 圏外     |

美少女ゲームを対象とする人気投票で、『はつゆきさくら』は様々な部門で20位以内に選ばれた。
まず、本作の発売月（2012年2月）に出た美少女ゲームを対象とする、『Getchu.com』が集計した人気投票では、1位に選ばれた。2013年には、2012年に発売された数百本の美少女ゲームを対象とする人気投票が、『Getchu.com』・『TECH GIAN』・『BugBug』の主催でそれぞれ行われた。キャラクター部門以外の結果を「2012年発売の美少女ゲーム人気投票」という表に示す。キャラクター部門の結果を人物ごとにまとめると以下のようになる。
- 玉樹 桜は『Getchu.com』・『TECH GIAN』・『BugBug』でそれぞれ2位[82]・10位[76]・11位[74]を獲得した。
- 小坂井 綾は『Getchu.com』において7位を獲得した[82]。

### 批評
PC版については、美少女ゲーム雑誌編集者による批評と、一般ユーザーの感想を紹介する。
『PUSH!!』の編集者は、本作の序盤を体験版でプレイした際に、主人公が最近の恋愛ゲームでは珍しく武闘派で我が強いと述べた。同様の意見は一般ユーザーも述べている（後述）。『BugBug』の「2012年読者が選ぶ美少女ゲーム年間ランキング」では、ヒロインの玉樹 桜について、不良な主人公にも物怖じせずに接する無邪気な姿がよいと評価された。同じく『BugBug』の「編集部㊙座談会2012」において、同誌編集長の大澤忠基は「今風に進化した『Kanon』」と例え、本作を2012年の美少女ゲームで3番目だと個人的に位置づけた。また、同誌のライターは意表を突くシナリオ展開・キャラクター・音楽が作品の魅力であると述べた。『TECH GIAN』の編集者は、シナリオがテンポよく、またギャグセンスも秀逸なので、仕事そっちのけでプレイしてしまうとコメントした。
発売後には一般ユーザーから1000を超える感想がSAGA PLANETSに届いた。シナリオに関する感想が多く、「どのキャラも気に入った」や「伏線が気になって先を進めたくなった」などの好意的な意見があった。しかし、主人公の個性が強すぎて嫌だという意見や、演出と音楽にだまされているだけでシナリオはそこまで良くないなどの否定的な意見もあったとSAGA PLANETSのスタッフは語っている。
また、PS Vita版のゲームソフトについて、ゲーム総合情報サイト「Gamer」のライター・TOKENはゲーム序盤では「登場するキャラクターたちの背景が断片的にしか見えてこない」と指摘したものの、ゲームプレイを進める中で「描かれるストーリーに切ない気持ちになっていったのですが、一方でテンポ感のある会話も織り交ぜられていて、時折笑いもこぼれました」と言及した。さらに主人公・初雪に焦点を当てた内容・キャラクター間のやり取りが主に作品の魅力の源となっていると評価した。

## 関連商品

### CD
はつゆきさくら コンプリートサウンドトラック
2012年5月25日に発売された、本作のサウンドトラック。作中で使用されたBGM33曲と主題歌6曲が収録されている。ジャケットは原画担当のほんたにかなえ・とらのすけが描いている。
ドラマCD はつゆきさくら〜ゴーストトラベル〜
本作のドラマCD第1弾で、2012年8月10日に発売された。主人公である初雪の声も収録されているのが特徴で、声優は杉崎和哉である。温泉が舞台のオリジナルストーリーが収録されている。『電撃オンライン』上で声優のインタビューが掲載されている。
ドラマCD はつゆきさくら 第2巻～ゴーストウォー〜
本作のドラマCD第2弾で、2012年12月29日に発売された。バレンタインを迎える白咲学園が舞台である。第2弾にはオリジナルキャラクターも登場する。『電撃オンライン』上で声優のインタビューが掲載されている。

### 書籍
SAGA PLANETS 四季シリーズ All Season Art Works
SAGA PLANETSの四季シリーズ4作品のCGが掲載されている画集。『はつゆきさくら』の発売前情報が掲載されている。ISBN 9784864362061。
はつゆきさくら ビジュアルファンブック
本作のビジュアルファンブック。ゲーム内で使われたイラストやルート別のあらすじ、設定集やスタッフインタビューなどが掲載されている。ISBN 9784047283206。
はつゆきさくら：White Graduation 1
本作の漫画版。作画は滝乃大祐。2012年5月に出版された。ISBN 9784041202432。
はつゆきさくら：White Graduation 2
本作の漫画版。ISBN 9784041204450。
はつゆきさくら : White Graduation
本作の小説版。原作はSAGA PLANETSで著者は水無瀬さんご。ISBN 9784758044714。
はつゆきさくら ブックレット
2011年の冬コミにて発売されたブックレット。原画家のインタビューが掲載されている。

### その他
他にもヒロインの抱き枕カバー（桜、希）やタペストリー、マウスパッドなどが発売された。